# Napometa
Napometa là một chi nhện trong họ Linyphiidae.